# Play (фильм)
«Игра» (англ. Play) — шведская криминальная драма, основанная на реальных событиях. Фильм демонстрировался на Каннском кинофестивале, получил кинопремию Северного Совета в 2012 году. В фильме поднимаются проблемы воспитания, мультикультурности и толерантности к иммигрантам в шведском обществе.

## Сюжет
Фильм основан на реальных событиях: в центре Гётеборга банда чернокожих подростков 12—14 лет в период с 2006 по 2008 год совершила около 40 ограблений других детей. При совершении преступлений насилие не применялось, а использовалось тонкое психологическое запугивание в сочетании с обманом. Фильм реконструирует эти события, описывая целый день, проведённый группой шведских школьников в компании банды грабителей, завершившийся потерей всех имевшихся у них ценных вещей и денег. В фильме ярко описывается психологическая незащищённость шведских детей, с детства приучаемых к отсутствию насилия, их неготовность противостоять преступлению.

## В ролях
| Актёр            | Роль          |
| ---------------- | ------------- |
| Кевин Ваз        | Кевин         |
| Янник Диаките    | Янник         |
| Юхан Юнасон      | отец Арга № 1 |
| Тобиас Акессон   | проводник     |
| Анас Абдирахман  | Анас          |
| Джон Ортис       | Джон          |
| Абдиазиз Хилоули | Абди          |
| Себастьян Хегмар | Алекс         |

## Награды
- 2011 — Гран-при кинофестиваля 2-in-1, Москва[1]
- 2012 — Кинопремия Северного Совета